# Diecezja Dallas
Diecezja Dallas (łac. Dioecesis Dallasensis, ang. Diocese of Dallas) jest diecezją Kościoła rzymskokatolickiego w północnej części stanu Teksas. 

## Historia
Diecezja została kanonicznie erygowana 15 lipca 1890 przez papieża Leona XIII. Wyodrębniono ją z terenów ówczesnej diecezji diecezji Galveston. Pierwszym ordynariuszem został kapłan pochodzenia irlandzkiego z diecezji Erie Thomas Francis Brennan (1853-1916). Diecezja kilkakrotnie traciła część terytoriów, rosnąca liczba katolików w regionie powodowała bowiem rozrastanie się struktur kościelnych w Teksasie. Za 43 letniej kadencji bpa Josepha Lyncha powstały diecezje: El Paso, Amarillo i Austin. W latach 1953–1969 diecezja Dallas nosiła nazwę diecezja Dallas-Fort Worth. 9 sierpnia 1969 po ustanowieniu nowej diecezji Fort Worth, diecezja Dallas powróciła do starej nazwy.

## Ordynariusze
- Thomas Francis Brennan (1890-1892)
- Edward Joseph Dunne (1893-1910)
- Joseph Patrick Lynch (1911-1954)
- Thomas Kiely Gorman (1954-1969)
- Thomas Tschoepe (1969-1990)
- Charles Grahmann (1990-2007)
- Kevin Farrell (2007-2016)
- Edward James Burns (od 2017)